# Belk Inc.
Belk Inc. ist eine 1888 gegründete Kaufhauskette mit Sitz in Charlotte, North Carolina. Im Januar 2012 betrieb Belk insgesamt 303 Warenhäuser in den südlichen Bundesstaaten der Vereinigten Staaten und erwirtschaftete einen Umsatz von rund 3,7 Milliarden US-Dollar.

## Geschichte
Das Unternehmen wurde 1888 in Monroe, North Carolina durch William Henry Belk gegründet. Zuerst nannte Belk sein Unternehmen New York Racket, nachdem sein Bruder John Belk in das Unternehmen einstieg nannte sie ihr gemeinsames Unternehmen Belk Brothers. 20 Jahre nach der Gründung verlegten die beiden Brüder den Hauptsitz ins nahegelegene Charlotte und eröffneten ein Kaufhaus in der Trade and Tryon Streets in der Innenstadt.
In den 1950er Jahren übernahmen John und Tom Belk, die Söhne des Unternehmensgründers William Henry Belk, die Geschäftsführung. Sie setzten die Expansion der Warenhauskette fort und eröffneten Filialen in weiteren Städten und in Einkaufszentren.
100 Jahre nach der Gründung von Belk bestand das Filialnetz bereits aus mehr als 300 Kaufhäusern in 16 Bundesstaaten.
2004 wurde Tim Belk Geschäftsführer und seine Brüder Johnny Belk und McKay Belk besetzten ebenfalls Posten in der Geschäftsführung. Seitdem wurden mehrere Konkurrenten wie etwa Proffitt’s, McRae’s und Parisian übernommen und in das Unternehmen integriert.
Im Juli 2020 gab Sycamore Partners bekannt, für $1,75 Mrd. die insolvente Kaufhauskette JCPenney übernommen zu haben; 250 JCPenney Filialen sollen künftig als Belk firmieren und so mit Macy’s konkurrieren.